# 大法輪閣
有限会社大法輪閣（だいほうりんかく）は、日本の仏教書の出版社。月刊誌『大法輪』の刊行のほか、仏像、仏具、CDなども販売している。曹洞宗・浄土真宗・真言宗関係の書籍が多い。

## 沿革
- 1966年 国際情報社より独立。1934年創刊の『大法輪』の編集を引き継ぐ
- 1969年 財団法人大法輪石原育英会を設立
- 1989年 仏教美術品の販売を開始
- 2015年 大蔵出版を関連会社化[1]
- 2020年 中山書房仏書林を吸収
- 2020年 6月8日に発売する『大法輪』2020年7月号をもって休刊することを発表[2]
- 2020年 11月、恵比寿南に移転
- 2022年 4月、石原俊道に社長交代

## 主な刊行物

### 雑誌
- 『大法輪』 - 月刊誌・休刊
- 『在家佛教』 - 月刊誌・休刊

### 単行本
- わが家の宗教シリーズ
- 大法輪選書
- 内山興正『正法眼蔵』シリーズ
- 田上太秀『ブッダ臨終の説法』シリーズ
- 木津無庵訳『新訳仏教聖典』
- 染川英輔筆『彩色胎蔵曼荼羅』・『彩色金剛界曼荼羅』

### 全集
- 『大日本仏教全書』161巻
- 『昭和新纂国訳大蔵経』48巻
- 『安田理深講義集』6巻
- 『澤木興道全集』18巻、別巻1
- 『酒井得元老師著作集』2巻
- 『曽我量深選集』12巻
- 『曽我量深講義集』15巻
- 『木村泰賢全集』6巻
- 岸沢惟安提唱『正法眼蔵全講』24巻
- 西有穆山編著『正法眼蔵啓迪』3巻

## 関連会社
- 大蔵出版 － 仏教学術書の出版
- 中山書房仏書林 － 仏教書の出版・販売